# Boophis blommersae
Boophis blommersae är en groddjursart som beskrevs av Frank Glaw och Miguel Vences 1994. Boophis blommersae ingår i släktet Boophis och familjen Mantellidae. IUCN kategoriserar arten globalt som sårbar. Inga underarter finns listade.